# SOIL (漫画)
『SOIL』（ソイル）は、カネコアツシによる日本の漫画作品。
2010年に、『SOIL ソイル』のタイトルでテレビドラマ化された。 

## 概要
『月刊コミックビーム』（エンターブレイン）の2003年4月号 - 2010年12月号に連載された。単行本は全11巻。
新興住宅地「そいるニュータウン」で起きた鈴白一家失踪事件から、その町で起きる様々な奇妙な現象と、その謎を解いていくポップミステリー。特定の主人公という者はおらず、様々な視点から物語が進んでいく群像劇でもある。

## あらすじ
花が多く植えられた平和な新興住宅地「そいるニュータウン」で一晩のうちに奇妙な事件がいくつも起こった。神奈川県警の刑事である小野田正子と横井らは捜査に乗り出した。
その夜に最初に気づかれた事件は、そいるの鉄塔が故意に壊されたことによる一帯の停電。そして、そいるに暮らす鈴白家の三人全員が失踪した。家に揉み合ったような形跡はなく、夜逃げの様子もない。食卓には一家の食べかけの食事が残され、日常の中で突如として消えたようだった。奇妙なことに、一人娘の水紀（みずき）の部屋には、大人の背丈を優に超えるほどの巨大な柱状の岩塩が残されていた。
水紀の通う中学校にも異変が起こった。校庭に、場を埋め尽くすかのような岩塩の山が築かれたのである。山の頂上には、水紀の飼っていたハムスターの心臓が置かれていた。
分析の結果、水紀の部屋と校庭に出現した岩塩は、地球のものではないとわかった。化学組成を見るに、隕石から少量取れることがあるものに似ていたが、山のように積めるほど大量に出現するのは通常有り得ない。
鈴白家失踪の晩、そいるの交番に務める一ノ瀬巡査も行方を絶った。そいるが開発される以前からこの土地に住み着いているホームレスの老婆さゆりは深夜徘徊して街中の花に水をやるのが日課だったが、鈴白家の花壇の花が消えていることに不安を覚え、一ノ瀬にそのことを報告した。鈴白家の様子を見に行った一ノ瀬は「鱗の生えた者」がいると同僚に無線で伝えた後で姿を消した。
また、その晩に水紀の同級生の少年・宮原健人もやはり失踪していた。明るく社交的な水紀と暗く内向的な健人は一見して正反対であったが、二人とも保健室のカウンセラー・小阪の世話になっており、その縁で親しかった。水紀は路上であろうと突如として眠り込んで倒れてしまうという奇病に悩まされていた。健人は、服で見えない部分への自傷癖があった。
小野田らは一連の事件を追ううちに、理想的な街に見えたそいるの人間関係の暗部、そして人智を超えた超常現象が絡むことに気づいていく。常ならざる「異物」が偶然にせよ意図的にせよ生まれることで、異世界ともいうべき未知の場所から別の異物を引き寄せてしまう法則があり、そいるに最初に発生した何らかの異物が事件を引き起こしたようだった。その異物とは何なのか……、鈴白一家ら失踪者の安否は……、鱗の生えた者の正体は……、全てが謎に包まれていた。

## 登場人物
小野田正子
神川警察署刑事部の巡査。26歳女性。上司や、中学生からブス呼ばわりされる。ソバカスがある。メガネをかけており、通常はほとんど目の描写がない。「自分はまだ刑事として何も成し得ていません」が半ば口癖であり、作中で何度か言う。職務中は堅苦しい言葉遣いをするが、20歳OLと偽って登録している出会い系サイトを通して職場のストレスを語る時の口調はくだけている。なお、サクラと思われたりいきなり交信が途絶えたりなど相手にされていない。
ドラマ版では出会い系サイトのエピソードはない。
横井
同巡査部長。見るからに浮いたヅラをつけており、肥満。小野田の上司で、セクハラ、パワハラを繰り返し、勤務態度は不真面目。元マル暴でかつては敏腕だったが、「異物」にまつわる解決不可能な事件を深追いした後に失踪、廃人化した状態で発見され、回復するも捜査への情熱を捨ててしまった。
ドラマ版での名前は横井満夫。
田村
同巡査長で小野田の同僚。一応イケメンということだが、だらしがなく、鑑識中にものを食べこぼしたり、やたらと何かをぐりぐりする癖がある。
ドラマ版での名前は田村臥文。登場場面が原作より大幅に削られている。
片栗
そいるニュータウン交番の巡査。元ヤンキー。
ドラマ版での名前は片栗尚吾。
一ノ瀬
片栗の同僚。失踪。
ドラマ版での名前は一ノ瀬清太郎。
鈴白正輝
そいるニュータウンの住人。鈴白水紀の父親でピアノの調律師。失踪中。
鈴白紀子
正輝の妻。結婚前はフラワーアレンジメントをしており、ガーデニングが趣味。失踪。
鈴白水紀
正輝の一人娘。物語の中心人物の一人。そいる中学校2年生。失踪。自己同一性混乱やナルコレプシーでスクールカウンセラーによく相談に行っている。突如眠気に襲われて、度々道端で寝てしまう。
宮原健人
母子家庭に育った、そいる中学校2年。小さい頃に笑気ガスで眠らされ、性的いたずらをされて以来性的なものに敏感で、自慰をすると罰として自分の体をカッターナイフで自傷する癖がある。水紀に想いを寄せている。
宮原早苗
健人の母。一人で育て上げた一人息子の失踪と、町の不穏な空気に色々な幻覚を見るようになる。小太りのおばさん風に描かれている。
片岡美砂
そいる中学2年。水紀と健人の同級生。町の不穏な空気や母親の行動に悲しみに暮れているところを暴行される。それまでは普通の女子中学生であったが、それ以来何かを悟ったように大人たちを観察するような目で見る。
ドラマ版では登場場面が原作より大幅に削られている。
トミヤマ
そいる中学校2年男児? セキ同様狂言回し的な存在で、他の生徒より背が低い。やや長めの髪を二つ縛りしている。
ドラマ版での名前は登美山現。
セキ
そいる中学校2年男児。超常現象研究会の一員と豪語し、トミヤマと行動を共にするがトミヤマはさほど乗り気でない。トミヤマと同じくらいの身長で、三角めがねをかけている。どこで手に入れるのか分からないオカルトグッズをたくさん持っている。
ドラマ版での名前は関信。
戸北
そいる中学校臨時理科講師で、トミヤマ、セキ所属の「超常現象研究会」顧問。縄文時代の文化を研究しており、たまにその時代の仮面をつけている。
ドラマ版での名前は戸北肇。
小阪
そいる中学校スクールカウンセラー。横井曰く、歳は食っているがいい女。何か秘密を持っている。外では立派な先生だが･･･外から見ると綺麗な家も中はかなり荒れている。
ドラマ版には登場しない。
さゆりさん
町外れのお稲荷さん跡に住む老婆。火傷の痕が顔中にある。子供の頃に蘇流村殺人事件に巻き込まれ、ただ一人の生き残りとなる。事件からずっとPTSDを患っており、施設にも入らず、お稲荷さんで猫と一緒に暮らしている。
自治会長
そいるニュータウンの自治会長で、歯科医。特別な性癖の持ち主で、町中に監視カメラを設置して町中住民の弱みを握っていたが…。
ドラマ版での名前は佐久間照彦。
サクラダ警視とサクラ
老女と背の高い女性警視の2人組。横井のセクハラ発言を物ともしないサクラだが、たまにツボにはまって?サクラダは大爆笑。常に携帯電話で喋っている。
ドラマ版では双子の中年女で、名前は劇中に出てこない。
ヨモギダ
蘇流村殺人事件を担当した刑事。
閲覧禁止区域の刑事
ヨモギダの元同僚。
ドラマ版での名前は天童。

## テレビドラマ
WOWOWのミッドナイト☆ドラマで、『SOIL ソイル』というタイトルで2010年3月6日から4月24日まで放送された。全8話。
原作連載中にドラマ化されたため、結末はドラマオリジナルのものになっている。
DVD発売を記念して、9月25日に新宿バルト9でDVDのオールナイト上映会「ALLNIGHTSOIL」が開催された。このドラマは映画用のカメラで撮影されており、HDの本来のクオリティーの映像をファンに見てもらうため、特別に映画館での全話一挙上映が行われた。

### 出演
- 小野田正子 - 星野真里
- 横井満夫 - 田山涼成
- 片栗尚吾 - 高橋一生
- 戸北肇 - 新井浩文
- 宮原早苗 - 堀内敬子
- 天童 - きたろう
- ヨモギダ - ピエール瀧
- 一ノ瀬清太郎 - マギー
- 宮原健人 - 小林優斗
- 鈴白水紀 - 水沢奈子
- 西島 - ミッキー・カーチス
- 鈴白正輝 - 中村靖日
- 鈴白紀子 - 本上まなみ
- 佐久間照彦 - 笹野高史
- さゆり - TERU
- 田村臥文 - 山中アラタ
- 登美山現 - 藤原健太
- 関信 - 上原光
- - 蜷川みほ
- - 坂口拓
- - 須賀貴匡
- - 三輪ひとみ

### スタッフ
- 監督 - 山口雄大、清水崇
- VFXスーパーバイザー - 鹿角剛
- アクション - カラサワイサオ